# Lỗ tĩnh mạch cảnh
Lỗ tĩnh mạch cảnh là lỗ nằm ở nền hộp sọ mỗi bên, hình thành từ xương thái dương và xương chẩm. Lỗ này cho nhiều cấu trúc giải phẫu đi qua, gồm xoang đá dưới, ba dây thần kinh sọ, xoang sigma và các động mạch màng não.

## Cấu trúc
Lỗ tĩnh mạch cảnh cấu tạo bởi phía trước là phần đá của xương thái dương và phía sau bởi xương chẩm. Lỗ ở bên phải thường lớn hơn một chút so với bên trái.

### Cấu trúc giải phẫu đi qua
Lỗ tĩnh mạch cảnh có thể được chia nhỏ thành ba khoang, mỗi khoang có các cấu trúc giải phẫu đi qua riêng.
- Khoang trước: xoang đá dưới đi qua.
- Khoang giữa: thần kinh thiệt hầu, thần kinh lang thang,[1] thần kinh phụ.
- Khoang sau: xoang sigma (trở thành tĩnh mạch cảnh trong ),[1] và một số nhánh màng não từ động mạch chẩm và động mạch hầu lên.

## Ý nghĩa lâm sàng
Lỗ tĩnh mạch cảnh bị tắc gây hội chứng lỗ tĩnh mạch cảnh.

## Một số hình ảnh

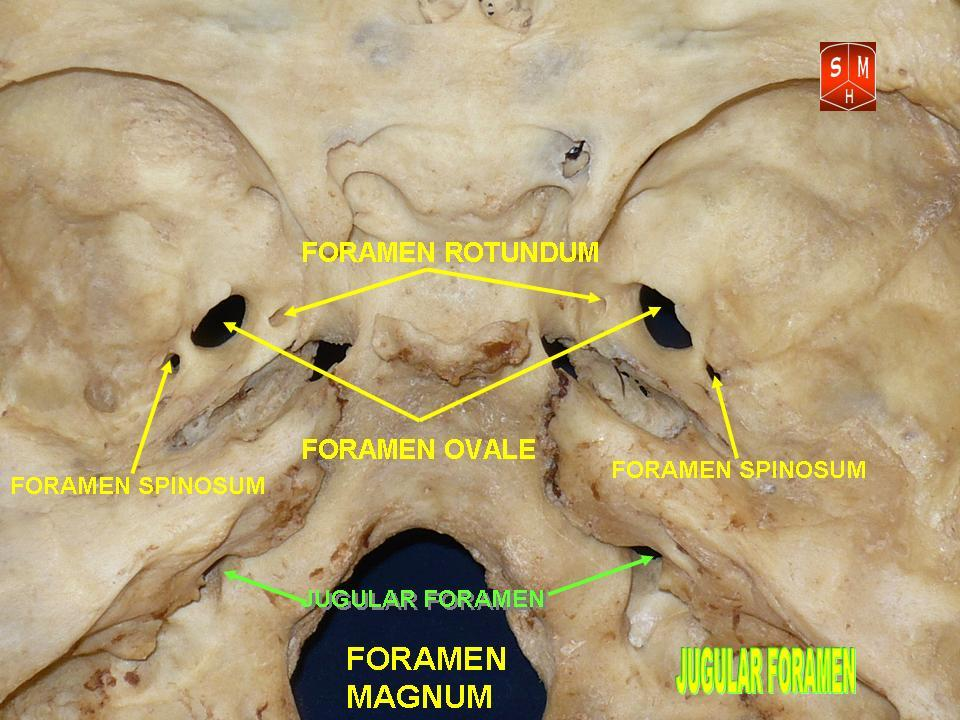
Lỗ tĩnh mạch cảnh
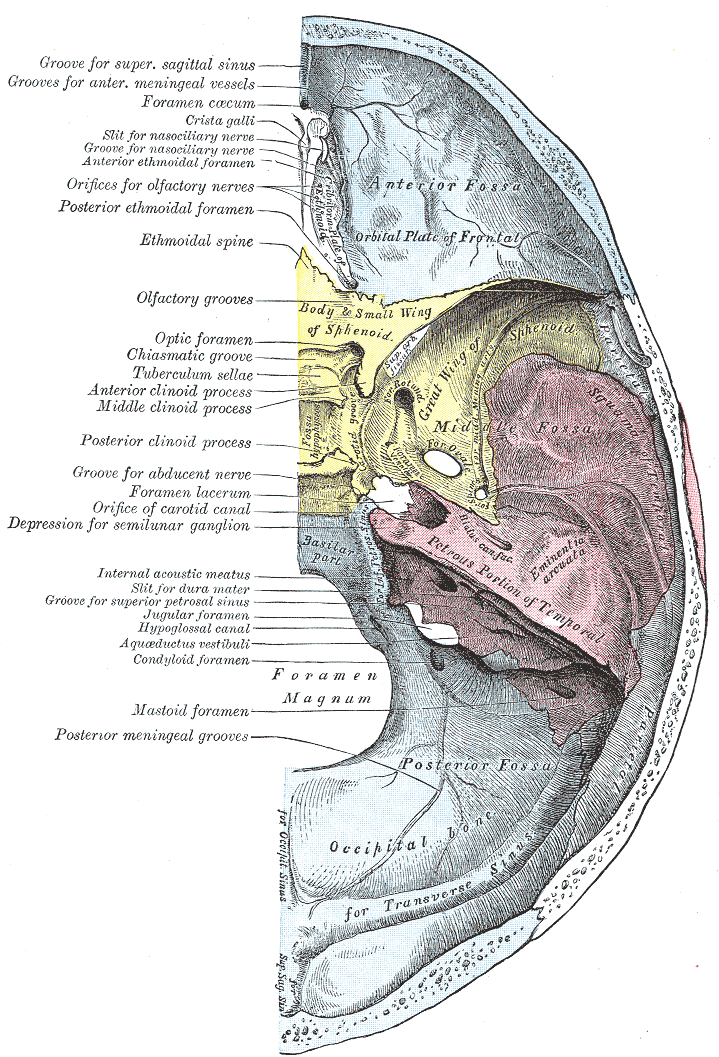
Nền hộp sọ, mặt trên